# Norman Manley International Airport
Norman Manley International Airport (engelska: Palisadoes Airport) är en flygplats i Jamaica.   Den ligger i parishen Kingston, i den sydöstra delen av landet, 7 km söder om huvudstaden Kingston. Norman Manley International Airport ligger 3 meter över havet.
Terrängen runt Norman Manley International Airport är platt åt nordväst, men åt nordost är den kuperad. Havet är nära Norman Manley International Airport åt sydväst.  Närmaste större samhälle är Kingston, 6,8 km norr om Norman Manley International Airport. 